# Recopa Sudamericana 2003
La Recopa Sudamericana 2003 est la 11e édition de la rencontre disputée entre les vainqueurs des deux tournois continentaux de la CONMEBOL. Il s'agissait de la première Recopa disputée depuis 1999, date à laquelle la compétition a été interrompue en raison de la disparition de la Supercopa Sudamericana en 1997.
En 2002, la Copa Sudamericana a été créée pour servir de deuxième trophée continental majeur. La Recopa Sudamericana a pu donc continuer à se tenir, entre les vainqueurs de la Copa Libertadores et de la Copa Sudamericana. La première Recopa Sudamericana sous ce format s'est déroulée en une seule finale au Los Angeles Memorial Coliseum de Los Angeles.
Le match a été disputé entre Olimpia, vainqueur de la Copa Libertadores 2002, et San Lorenzo , vainqueur de la Copa Sudamericana 2002, le 12 juillet 2003. Olimpia a battu San Lorenzo pour remporter sa deuxième Recopa Sudamericana.

## Détails du match
| Recopa Sudamericana 2003 | Olimpia                       | 2–0   | San Lorenzo | Memorial Coliseum, Los Angeles            |                                           |
| 12 Juillet 2003 19h00    | López 28e · Enciso 69e (pen.) | (1-0) |             | Arbitrage : Carlos Eugênio Simon (Brésil) | Arbitrage : Carlos Eugênio Simon (Brésil) |